# Südostindischer Rücken

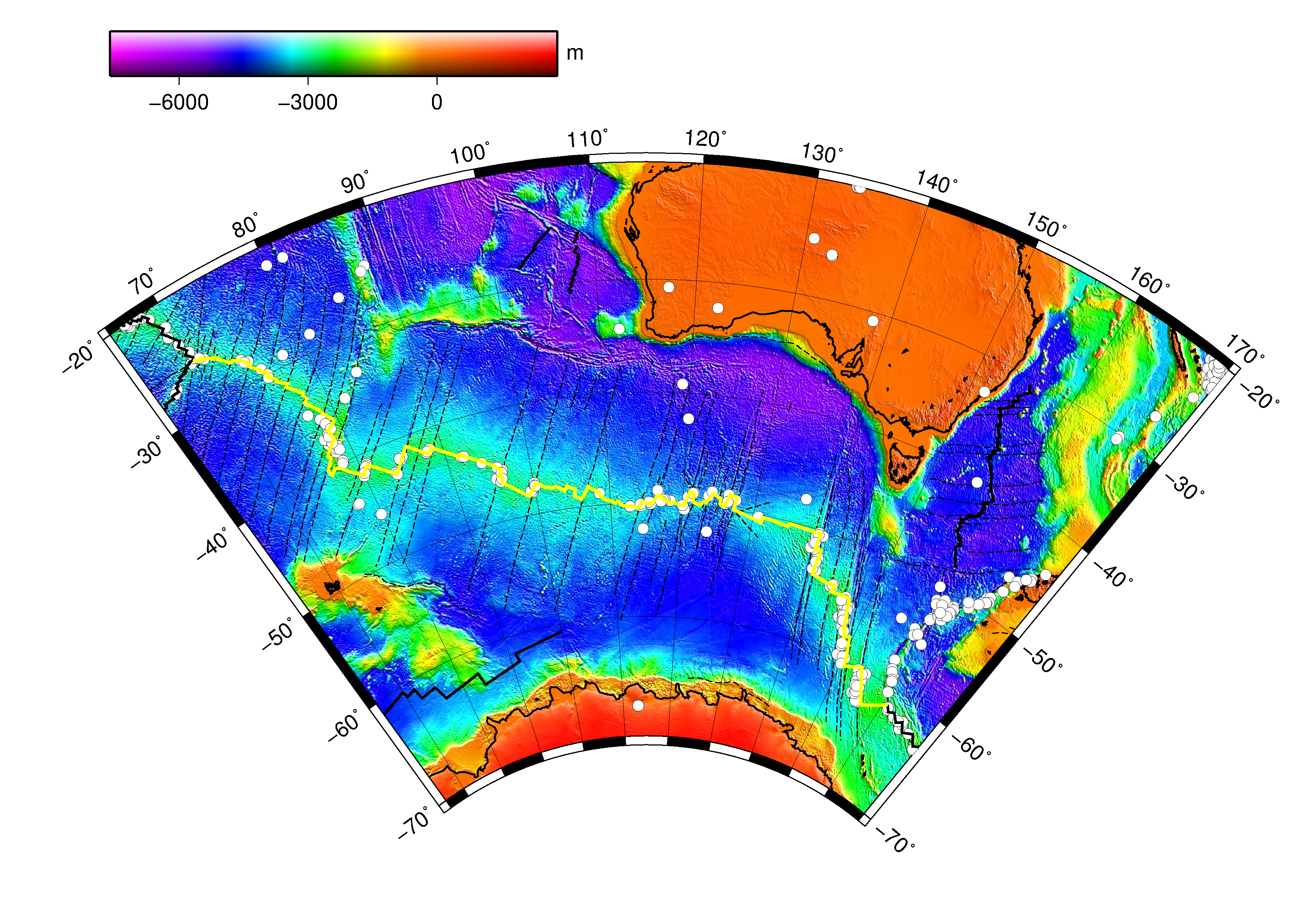
Südostindischer Rücken (gelbe Linie)

Der Südostindische Rücken (auch Australisch-Antarktischer Rücken) ist ein mittelozeanischer Rücken, er bildet die Nahtstelle zwischen der Antarktischen Platte und der Australischen Platte. 
Der Südostindische Rücken geht im Westen (25,5° S, 70° O) über in den Zentralindischen Rücken und den Südwestindischen Rücken und im Osten (61,3° S, 160° O) in den Pazifisch-Antarktischen Rücken und der Plattengrenze zwischen der Australischen Platte und der Pazifischen Platte.
Auf dem Südostindischen Rücken liegt die Inselgruppe Sankt Paul und Amsterdam.